# ルイジアナ・ママ
「ルイジアナ・ママ」(Louisiana Mama) は、アメリカ合衆国のシンガーソングライターであるジーン・ピットニーが、1961年に発表した自作自演の楽曲。シングルに収録されたが、A面曲とされることもB面曲とされることもある。
ピットニーは、1960年に発表した「(I Wanna) Love My Life Away」がそこそこのヒットとなって、英米やカナダ、オーストラリアなどでチャート入りしていたが、続けて発表された、この曲と「星影を歩こう (Take Me Tonight)」をカップリングしたシングルは、不発に終わった。
しかし、日本では、漣健児の訳詞により飯田久彦が歌ったシングルが1961年暮れに発売され、1962年に大ヒットし、飯田の代表曲となった。シングルのB面は「電話でキッス (Kissin' on the Phone)」であった。飯田の「ルイジアナ・ママ」は40万枚を売り上げた。
日本では、ピットニー盤も「大ヒット」と表現される売れ行きとなり、さらに藤木孝がタカオカンベの訳詞によりシングルでこの曲を取り上げ（B面は「アダムとイブ」）1962年に弘田三枝子がみナみカズみの訳詞によりシングルでこの曲を取り上げた（B面は「ハロー・メリー・ルー」）。同年3月21日、ブルドッグ・滝とヴォーチェ・アンジェリカが朝日ソノラマのソノシート「映画音楽 No.6」でこの曲を取り上げた。1973年にはジャネッツが漣健児の訳詞で「ルイジアナ・ママ'73」としてシングルとして発売（B面は「私の日曜日」）。
以上のような事情から、この曲は日本では知名度が高いが、本国のアメリカ合衆国を含め、他の地域ではほとんど知られていない。
報道写真家の中山俊明は、ルイジアナ州でいろいろな人たちに「ルイジアナ・ママ」のことをきいてみたが、誰もこの曲を知らなかったという経験を、エッセイ集『ルイジアナ・ママを誰も知らない―スナップ的アメリカ論』の中で書いている。
2017年頃から、落語芸術協会所属の落語家、昔昔亭桃太郎によって、しばしば高座で歌われることがある。その際、楽屋にいる芸人たちが高座に上がり、ツイストを踊るのが恒例になっている。